# René Petit
Pour les articles homonymes, voir Petit.
René Petit de Ory est un footballeur français, né à Dax le 8 octobre 1899 et mort le 14 octobre 1989 à Fontarrabie en Espagne.
Évoluant au poste d'inter ou d'avant-centre, il est l'un des joueurs les plus populaires du football espagnol de la fin des années 1910 au début des années 1930. Il joue au Real Madrid CF et au Real Unión de Irun et remporte quatre Coupes du Roi.
Il est sélectionné à deux reprises en équipe de France et est demi-finaliste des Jeux olympiques de 1920.

## Biographie
René Petit est le fils d'un ingénieur français qui était responsable du trafic ferroviaire pour la compagnie du nord de l'Espagne. Sa mère est espagnole, elle accouche à Dax pendant une cure thermale dans cette ville. À 12 ans, il déménage à Madrid et débute, avec son frère Jean, dans les équipes de jeunes du Real Madrid CF et étudie au sein du collège Del Pilar.

### Real Madrid
En 1916, il atteint, avec le Real Madrid CF, la finale de la Coupe d'Espagne. le club madrilène est battu par l'Athletico Bilbao.
L'année suivante, à l'âge de 18 ans, il marque les esprits en finale de la coupe d'Espagne contre le Arenas Club de Getxo. Il marque le but égalisateur à la 85e minute après avoir traversé la moitié de terrain et dribblé toute la défense adverse. Son équipe l'emporte dans la prolongation.
Sa renommée au sein du club madrilène est intacte près d'un siècle après ses exploits. Considéré comme le premier footballeur moderne du club grâce à une condition physique hors du commun et un sens du jeu surprenant à l'époque, il est regardé aujourd'hui comme l'un des plus grands, à la hauteur d'un Di Stéfano.
Sous le maillot madrilène, il joue 29 matchs et marque 13 buts et remporte deux Championnats régional centre en 1916 et 1917.

### Real Union Irun
À partir de 1917, Petit joue pour le Real Unión de Irun. Comme il continue ses études d'ingénieur à Madrid, il fait la route à moto pour jouer tous les dimanches avec son club.
En 1918, il atteint de nouveau la finale de la Coupe du Roi et bat en finale son ancienne équipe, le Real Madrid 2-0. Il gagne également cette saison le championnat Nord.

### Le SBUC et l'équipe de France
En 1918, il est rappelé en France pour effectuer son service militaire, il échappe aux combats de la Première Guerre mondiale contrairement à son frère Jean. Une grave blessure reçue au front met fin à la carrière de footballeur de ce dernier.
Il passe seulement deux saisons en France sous les couleurs du Stade Bordelais Université Club en 1918 et 1920.
Il est sélectionné en équipe de France pour les Jeux olympiques de 1920 et joue deux rencontres (épreuve où la sélection est demi-finaliste).
En 1924, la fédération française le rappelle pour défendre les couleurs tricolores contre l'Italie dans l'optique des Jeux olympiques de 1924, la Fédération espagnole lui donne son accord mais l'avertit que sa sélection lui empêcherait de jouer pendant deux ans en Espagne. Petit renonce, préférant défendre les couleurs de son club le Real Unión de Irun.

### Retour au Real Union Irun

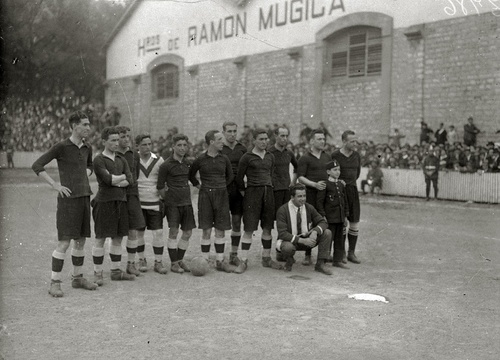
Petit (à droite) avec ses coéquipiers du Real Unión (1924).

En 1920, il revient en Espagne et fait ses des débuts dans le championnat professionnel, tout en continuant ses études, avec l'équipe basque du Real Unión de Irun dans laquelle il joue jusqu'en 1934 avant de mettre fin à sa carrière de joueur.
Il remporte avec ce club deux nouvelles Coupes du Roi en 1924 et 1927. Il est également finaliste en 1922 et gagne aussi le Championnat régional la province du Guipuscoa à huit reprises entre 1920 et 1931. Petit joue 48 matchs en Primera División et marque 10 buts.

### Petit, l'ingénieur
Petit termine en 1924 ses études d'ingénieur. Après ses études, il travaille sur de nombreux chantiers à Fontarrabie et Irun. Plus tard, il rejoint le Confédération Hydrographique de l'Èbre et travaille sur le chantier du Lac de Yesa, c'est l'œuvre de sa vie. Les travaux sont arrêtés peu de temps avant le déclenchement de la guerre civile espagnole.
Au début de la guerre, Petit s'exile brièvement en France. Après la guerre, il travaille sur de nombreux projets à Fontarrabie, sur la reconstruction du pont del Arenal à Bilbao et sur le barrage de l'Èbre. Il reprend ensuite le projet de Yesa et achève la construction du barrage, un des ouvrages hydrauliques les plus importants d'Aragon et de Navarre. Son nom a été donné à une des principales rues de la ville de Yesa.
Après l'ouverture du réservoir en 1959, il obtient le poste de chef des Travaux publics de Guipuscoa, où il resta jusqu'à sa retraite en 1969.
Il prend sa retraite à Fontarrabie et reçoit la Grand-Croix de l'Ordre du Mérite Civil, il meurt en 1989, à l'âge de quatre-vingt-dix ans.

## Palmarès
- Coupe du Roi en 1917 avec le Real Madrid CF et, en 1918, 1924 et 1927 avec le Real Unión de Irun.
- Finaliste de la Coupe du Roi en 1916 avec le Real Madrid CF et en 1922 avec le Real Unión de Irun.
- Champion du Guipuscoa en 1920, 1921, 1922, 1924, 1926, 1928, 1930 et 1931 avec le Real Unión de Irun.
- Champion régional centre en 1916 et 1917 avec le Real Madrid CF.
- demi-finaliste des Jeux olympiques de 1920 avec l'équipe de France.

### Source
- Football 1954, guide de L'Équipe, p. 117